# Sông Khor
Khor (tiếng Nga: Хор) là một sông tại Khabarovsk. Đây là một chi lưu hữu ngạn của sông Ussuri.
Sông khởi nguồn từ sườn phía tây của Bắc dãy Sikhote-Alin. Sông Khor dài 453 km, diện tích lưu vực là 24.700 km². Một khu định cư đô thị là Khor, vùng Khabarovsk nằm bên dòng chảy gần vị trí cửa sông.